# Nigum

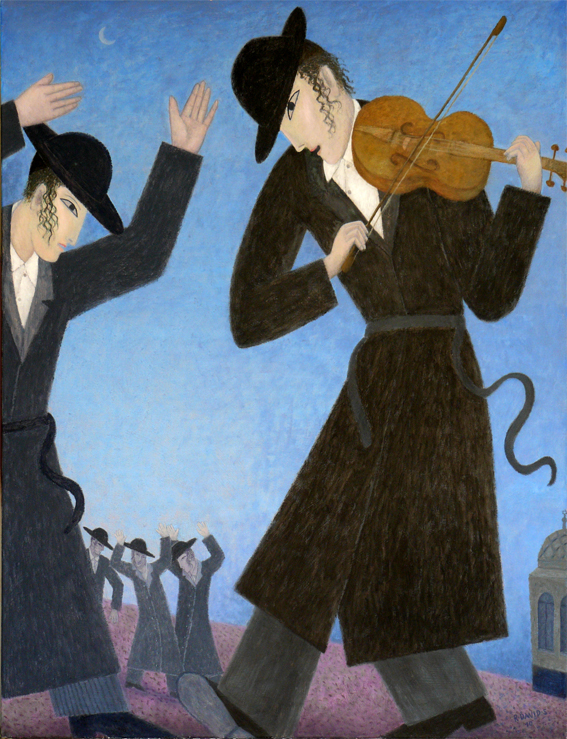
Violinista judeu hassídico, homenagem a Daniel Ahaviel.

Um nigum (em hebraico: ניגון, cujo significado é "sintonia" ou "melodia", pl. nigunim) é uma forma de música religiosa judaica ou melodia cantada por grupos. É uma música vocal, muitas vezes com sons repetitivos, tais como "bim-bim-bam" ou "ai-ai-ai!" em vez de letras formais. Às vezes, versículos da Bíblia ou citações de outros textos judaicos clássicos são cantados repetidamente para formar um nigum. Alguns nigunim são cantados como orações de lamento, enquanto outros podem ser cantados por motivo de alegria ou de vitória.
Nigunim são em grande parte improvisações, embora possam ser baseados em passagem temática e serem estilizados em forma, refletindo os ensinamentos e o carisma da liderança espiritual da congregação ou o seu movimento religioso. Nigunim são especialmente centrais para a adoração no judaísmo hassídico, que evoluiu suas próprias formas emotivas estruturadas de modo a reflectir a alegria mística de oração intensa (devekut).